# Свежен
Све́жен (болг. Свежен) — село в Пловдивській області Болгарії. Входить до складу общини Брезово.

## Населення
За даними перепису населення 2011 року у селі проживали 148 осіб, усі — болгари.
Розподіл населення за віком у 2011 році:
Динаміка населення: